# Atina Bojadżi
Atina Bojadżi (maced. Атина Бојаџи; ur. 28 grudnia 1944 w Ochrydzie, zm. 28 grudnia 2010 w Skopju) – jugosłowiańska i macedońska pływaczka, pierwsza kobieta w Jugosławii, która przepłynęła kanał La Manche, nazywana „Delfinem z Ochrydy”.
Urodziła się w Ochrydzie, mieście należącym do Bułgarii, od 1945 znalazło się w granicach Republiki Macedonii wchodzącej w skład Jugosławii. Była mistrzynią kraju na krótkich dystansach w stylu dowolnym, grzbietowym i motylkowym. Wygrała kilka zawodów pływackich krajowych i międzynarodowych na długich dystansach. Została mistrzynią świata podczas zawodów w Ochrydzie w 1962. Zwyciężyła w seriach maratońskich Capri-Neapol i Sa’ida-Bejrut (1962).
9 września 1969 przepłynęła kanał La Manche, pokonując około 34 km w ciągu 13 godzin i 20 minut. Osiągnięcie to zainspirowało powstanie w 1977 filmu Stań prosto, Delfino, w reżyserii Ałeksandra Dźurczinowa, opartego na życiu Bojadżi. Po uzyskaniu niepodległości przez Macedonię w 1991 zyskała uznanie jako jeden z ważniejszych sportowców w ojczyźnie. Zmarła w wieku 66 lat.